# Ждирец (Чешка Липа)
Ждирец (чеш. Ždírec) је насељено мјесто са административним статусом сеоске општине (чеш. obec) у округу Чешка Липа, у Либеречком крају, Чешка Република.

## Становништво
Према подацима о броју становника из 2014. године насеље је имало 132 становника.